# Елизабет фон Клеве (1420 – 1488)
Елизабет фон Клеве (на немски: Elisabeth von Kleve; * 1 октомври 1420; † март 1488) от фамилията Дом Ламарк е принцеса от херцогство Клеве и чрез женитба графиня на Шварцбург-Бланкенбург.
Тя е третата дъщеря на херцог Адолф II фон Клеве (1373 – 1448) и втората му съпруга Мария Бургундска (1393 – 1463), дъщеря на Жан Безстрашни, херцог на Бургундия, и Маргарета Баварска. Племенница е на Филип Добрия.
Елизабет се омъжва на 15 юли 1434 г. в Клеве за граф Хайнрих XXVI фон Шварцбург-Бланкенбург (* 23 октомври 1418; † 26 ноември 1488), граф на Шварцбург-Бланкенбург (1444 – 1488), във Вахселбург (1450), син на граф Хайнрих XXIV фон Шварцбург и принцеса Катарина фон Брауншвайг-Волфенбютел.

## Деца
Елизабет и Хайнрих XXVI фон Шварцбург-Бланкенбург имат единадесет деца: 

- Гюнтер XXXVI граф фон Шварцбург-Бланкенбург (* 8 юли 1439; † 3 декември 1503), женен на 22 или 29 октомври 1458 г. в Арнщат за Маргарета фон Хенеберг-Шлойзинген (* 10 октомври 1444; † 16 февруари 1485), дъщеря на граф Вилхелм II фон Хенеберг-Шлойзинген (1415 – 1444)
- Хайнрих XXVII фон Шварцбург (* 13 ноември 1440; † 24 декември 1496), архиепископ на Бремен (1463 – 1496), епископ на Мюнстер (1466 – 1496)
- Катарина фон Шварцбург-Бланкенбург (* 2 февруари 1442; † 9 ноември 1484), омъжена I. на 5 ноември 1458 г. в Арнщат за граф Бурхард VII фон Мансфелд (Бусо VII) († 23 септември 1460), II. 1462 г. за граф Зигмунд I фон Глайхен-Тона († 8 март 1494)
- Гюнтер XXXVII фон Шварцбург (* 8 юни 1443; † пр. 31 декември 1443)
- Хайнрих XXVIII фон Шварцбург (* 19 ноември 1445; † 22 февруари 1481, убит в битка в Бремен), каноник в Кьолн, приор на Св. Петър в Майнц
- Гюнтер XXXVIII граф фон Шварцбург (* 1450; † 29 ноември 1484, убит в битка в Бремен), женен 1470 г. за Катарина фон Кверфурт (* ок. 1450; † 22 февруари 1521), дъщеря на Бруно VI фон Кверфурт (1416 – 1496)
- Хайнрих XXIX фон Шварцбург (* 10 август 1452; † 31 март 1499), каноник в Хилдесхайм, приор в Рудолщат
- Гюнтер XXXIX граф фон Шварцбург-Арнщат-Бланкенбург (* 30 май 1455; † 8 август 1531), женен на 3 ноември 1493 г. в Зондерсхаузен за Амалия фон Мансфелд (* 1473; † 18 юли 1517), дъщеря на граф Фолрад III фон Мансфелд-Рамелбург († 1499)
- Хайнрих XXX фон Шварцбург (* 31 декември 1456; † 4 май 1522), каноник в Страсбург, приор в Йехабург
- Мария фон Шварцбург (* 16 юни 1458; † 31 декември 1458)
- Мария фон Шварцбург (* 4 ноември 1459; † 9 декември 1459)